# Множина Кантора
Множина Кантора — підмножина відрізка дійсних чисел [0,1], яку запропонував  німецький математик Георг Кантор.

## Побудова

Множина Кантора, сьома ітерація

Множина Кантора будується за допомогою видалення середніх третин сегментів прямої. На першому кроці видаляється середня третина із одиничного інтервалу [0, 1], залишаючи [0, 1/3] ∪ [2/3, 1]. На наступному кроці, видаляється середня третина кожного з отриманих інтервалів. Цей процес повторюється до нескінченності. Множина Кантора складається із всіх точок інтервалу [0, 1] які залишаються після всіх повторних видалень.

## Що знаходиться в множині Кантора?
Оскільки множина Кантора визначається як множина не видалених точок, можна визначити відношення цієї множини до одиничного інтервалу через загальну довжину видалених підінтервалів. Загальна довжина дорівнює сумі геометричної прогресії:
{\displaystyle \sum _{n=0}^{\infty }{\frac {2^{n}}{3^{n+1}}}={\frac {1}{3}}+{\frac {2}{9}}+{\frac {4}{27}}+{\frac {8}{81}}+\cdots ={\frac {1}{3}}\left({\frac {1}{1-{\frac {2}{3}}}}\right)=1.}
Таким чином, пропорція зліва 1 − 1 = 0. Аналогічно, можна помітити, що на кожному кроці залишається 2/3 від довжини інтервалу, отриманого на попередньому кроці. Таким чином, отримуємо довжину інтервалу 2/3 × 2/3 × 2/3 × ..., нескінченний добуток, границя значень якого дорівнює 0.
Дивлячись на результати обчислень, може здатись дивним, що щось таки залишається — сума довжин видалених інтервалів дорівнює довжині початкового інтервалу. Однак, при ближчому погляді на процес, можна помітити, що щось має залишитись, бо видалення «середньої третини» кожного інтервалу призводить до видалення відкритого інтервалу (інтервалу, який не містить своїх меж). Так, видалення сегмента (1/3, 2/3) із початкового інтервалу залишає точки 1/3 та 2/3. Надалі, ці межі не видаляються, оскільки інтервали, що видаляються, є відкритими щодо інтервалів, які залишаються. Тому множина Кантора не порожня.

## Властивості
Множина Кантора є прототипом фракталу. Вона є самоподібною, оскільки вона дорівнює двом своїм копіям, якщо кожну копію зменшити втричі та перенести. Її розмірність Хаусдорфа дорівнює ln(2)/ln(3). Її можна утворити перетином килима Серпінського будь-якою прямою, яка проходить через центр симетрії (як, наприклад, центральна вісь).

### Топологічні властивості
- Множина Кантора C замкнена і компактна в евклідовому просторі {\displaystyle \mathbb {R} }, бо вона є перетином замкнених підмножин відрізка [0,1], який є компактним. Таким чином C — повний метричний простір і тому задовольняє всі аксіоми відокремлюваності. Крім того, C задовольняє другу аксіому зліченності, бо одиничний відрізок її задовольняє.
- C щільна в собі, тому що кожна відкрита множина, яка містить точку {\displaystyle p\in C}, містить точки C, відмінні від p. Таким чином, C не розсіяна, і з того, що вона замкнена, випливає, що вона досконала.
- Множина Кантора ніде не щільна у відрізку [0,1], тому що вона замкнена, і будь-який відкритий інтервал в [0,1] перетинається хоча б з одним викинутим інтервалом.
- Як ніде не щільна в [0,1] множина, C є множиною першої категорії у відрізку [0,1]. Оскільки C є повним метричним простором, вона є множиною другої категорії в собі.
- Множина Кантора незліченна. Ми можемо визначити функцію f з множини Кантора на відрізок [0,1], наступним чином. Якщо {\displaystyle x\in C} записано однозначно за основою 3 без використання цифри 1, то f(x) є точкою на відрізку [0,1], чий бінарний розклад отримується заміною кожної цифри 2 на 1 в тернарному (з основою 3) розкладі x. Очевидно, всі точки з [0,1] можуть бути отримані таким шляхом.
- Компоненти C одноточкові, бо якщо a<b — дві точки з C, то існує таке дійсне число r, що не належить C, і a<r<b. Нехай A дорівнює перетину C з [0,r) і B дорівнює перетину C з (r,1]. Тоді A і B є відокремленням C, в якому a належить A та b належить B. Отже, C цілком відокремлена. Але C не є екстремально незв'язною, бо C в перетині з [0,1/4] та з (1/4,1] є неперетинними відкритими підмножинами C з замиканнями, які перетинаються, тому що 1/4=0,02020202 належить обом замиканням.
- Зліченний добуток A={\displaystyle \prod _{n=1}^{\infty }A_{n}} двоточкових дискретних просторів An={0,2} (для всіх n) гомеоморфний множині Кантора. В C база складається з усіх множин вигляду {\displaystyle \{y\in \mathbb {R} \mid |x-y|<\epsilon \}}, де x належить C, ε>0. В {\displaystyle \prod _{n=1}^{\infty }A_{n}} множини {\displaystyle \{(a_{i})\in \prod _{n=1}^{\infty }A_{n}\mid a_{i}} фіксоване для {\displaystyle 1\leq i\leq n\}} утворюють базу топології добутку. Функція {\displaystyle \prod _{n=1}^{\infty }A_{n}\ni (a_{1},a_{2},a_{3},...)\mapsto 0.a_{1}a_{2}a_{3}...\in C} є гомеоморфізмом, бо вона та її обернена переводять базу в базу.
- З того, що C цілком відокремлена, випливає, що вона не локально зв'язна. Але C є зліченним добутком копій локально зв'язного дискретного простору {0,2}.